# (26661) Kempelen
(26661) Kempelen est un astéroïde de la ceinture principale.

## Description
(26661) Kempelen est un astéroïde de la ceinture principale. Il fut découvert le 27 novembre 2000 à l'observatoire d'Ondřejov par Peter Kušnirák. Il présente une orbite caractérisée par un demi-grand axe de 2,28 UA, une excentricité de 0,03 et une inclinaison de 6,8° par rapport à l'écliptique.

## Compléments